# Union megye (New Jersey)
Union megye az Amerikai Egyesült Államokban, azon belül New Jersey államban található. Megyeszékhelye Elizabeth. Lakosainak száma 575 345 fő (2020. április 1.). Union megye Middlesex, Somerset, Morris, Essex, Hudson, Richmond és New York megyékkel határos.

## Népesség
A megye népességének változása:
| Lakosok száma | 537 736 | 540 311 | 544 102 | 548 256 | 555 786 | 575 345 |
|               | 2010    | 2011    | 2012    | 2013    | 2015    | 2020    |